# Скадар
Скадар (алб. Shkodër или Shkodra, лат. Scodra, тур. İşkodra или Arnavut İskenderiyesi, итал. Scutari) је град на југоисточној обали Скадарског језера, у северозападној Албанији. Главни је град истоименог округа. Налази се близу места где се састају реке Дрим и Бојана. Од Јадранског мора је удаљен 20 km. Један је од најстаријих и најзначајнијих градова у Албанији, како у културном тако и у економском смислу. Према попису из 2023. било је 61.633 становника.

## Етимологија
Називи града, у свим савременим језицима, изведени су из древног латинског назива (Scodra). Тај назив се доводи у везу и са латинским појмом scutarii, који означава носиоце или произвођаче штитова или оклопа.
У разним локалним предањима (српским и албанским), назив града се доводи у везу и са појмом Скендерија, што је ахаични назив за ширу скадарску област, а тај тојам се даље доводи у везу са именима Скендербега Црнојевића и Скендербега Кастриота, па чак и са именом Александра Великог.
Хуманиста Марин Барлети је сматрао да је Скадар основао Александар Велики, иако извори сведоче да је град знатно старији. Албанолог Каплан Буровић наводи податак да су Турци мислили да су синови овог града синови Александра Великог, због храбрости у борбама и звали су га Искодра од Искендер (Александар), иако Буровић то име повезује пре са Скендером Црнојевићем.

## Историја
Археолошки налази са ширег скадарског подручја сведоче да најстарији слојеви потичу из протоисторијског периода.

### Стари век
Скадар је основан у 4. веку пре нове ере. Овде је живело илирско племе Лабеати. Ту је била и престоница краља Агрона и краљице Теуте. Око 168. године (пре нове ере), град су заузели Римљани и претворили га у значајан трговачки и војни центар римског Илирика. Првобитно је припадао римској провинцији Далмацији. Крајем 3. века, припао је новоствореној провинцији Превалитани, чији је управни центар био смештен управо у Скадру.
Током позног античког еприода, град је постао значајан хришћански центар. Након увођења митрополитског сиистема у 4. веку, скадарски епископ је као јерарх главног провинцијског града  добио митрополитску власт над свим епископима у Превалитани, чиме је створена скадарска црквена област, односно Скадарска митрополија.

### Средњи век
Почетком 7. века, византијска провинција Превалитана, којој је припадао и древни Скадар, опустошена је од стране Авара и Словена, а домаће романско становништво се повукло у приморске области. Иако је у то време пострадао, Скадар није сасвим запустео, а на средишњем подручју древне Превалитане створена је српска кнежевина Дукља.
Почетком 10. века, Скадар је још увијек био изван домашаја византијске Драчке теме, која је према северу допирала само до града Љеша, а слично стање је забележено и средином истог века, у време настанка историографског списа De administrando imperio, када је Драчка тема поред Љеша већ увелико обухватала и градове Улцињ и Бар, али не и Скадар.
Крајем 10. и почетком 11. века, у време успона византијске власти, Драчка тема се проширила и на Скадар. У то време је обновљена и Скадарска епископија, која је била потчињена православној византијској Драчкој митрополији.
Скадар је постао престоница дукљанске државе за време владавине кнеза Светог Јована Владимира (ум. 1016). Кратко време, Дукља је била под врховном влашћу Јовановог таста, бугарско-словенског цара Самуила (ум. 1014). Византинци су нешто касније (око 1018. године) запосели скадарску област, која је поново укључена у састав Драчке теме.
Српски кнез Стефан Војислав је око 1035. године у областима Травуније и Зете подигао устанак против врховне византијске власти, а нешто касније (око 1040- године) успео је да ослободи и скадарску област. Његов унук, краљ Константин Бодин, примио је крсташе крсташког рата из 1101. у Скадру.
Крајем 12. века, Скадар је заједно са осталом Зетом потпао под власт великог жупана Стефана Немање и од тада се налазио у саставу српске државе Немањића, све до друге половине 14. века, када је потпао под власт државе Балшића. Скадар је био важан град средњовековне српске државе, а један од његових старих назива било је и „Росаф“ (1215).
Након стварања римокатоличке Барске надбискупије, под њеним окриљем се нашла и римокатоличка Скадарска бискупија. На црквеном сабору који је одржан 1199. године у граду Бару, учествовао је и скадарски бискуп Петар.

### Млетачка и турска владавина
Турци освајају град 1393, да би 1396, град преузела Млетачка република. Њих је из града избацила локална побуна 1403. Скадар је одбио два велика турска напада, 1474. и 1478-1479, под вођством Леке Дукађина, који је постао вођа албанског отпора против Турака после смрти Скендербега 1468. Командант града у отпору према турској инвазији био је Данило Јуричић.  Сломивши херојску одбрану, Турци су освојили Скадар 1479. По освајању, град је био разорен, а већина становништва је избегла. Скадар је постао главни град турског вилајета.
У 17. веку, основана је мања административна јединица, санџак, са центром у Скадру. Град је почео да просперира на занатству: производња свиле, тканина, оружја и сребрних предмета. У граду је изграђен базар и мост преко реке Кир, дуг преко 100 m, на 13 лукова.
Током 18. века, Скадар је био центар Скадарског пашалука, под влашћу фамилије Бушати, и то од 1757. до 1831. После пада пашалука, у граду је организовано више побуна против турске власти (1833—1836, 1854, 1861-1862, и 1869).
Време 19. века било је за Скадар време процвата. Скадар је важио као трговачки центар за цео Балкан. У њему је било преко 3500 трговина, а одећа, кожа, дуван, и барут су били најважнија роба. Од 1718. стране државе су отварале посланства у Скадру.
Године 1876. Скадар је имао око 24.000 становника, и ту је седиште турског паше, који "као намесник влада Арбанијом". Био је тада Мушир Али-Сајиб паша на власти. Ту пристају трговачки бродови и ту се прави оружје.
Скадар је био културни и национални центар Албанаца у 19. веку. Библиотека Бушати, изграђена 1840-их, била је место окупљања Призренске лиге за Скадар. Оснивана су културна удружења и друштва писаца у граду, као Башкими (Унија) и Агими (Зора). Прве албанске новине и часописи штампани су у Скадру. Породица Маруби била је пионир фотографије у Албанији и оставила преко 150.000 негатива из периода албанске борбе за независност, као и слика живота у албанским градовима на прелазу из 19. у 20-и век.

## Срби у Скадру
Срба је од давнина било много у Скадру, јер је то њихова стара постојбина. 
Владар "краљ словански" Михаило био је у Скадру између 1051—1084. године. У другој половини 11. века, Бодин син српског краља Михаила Војислављевића, владара српске државе Дукље "седео" је у Скадру. Војном силом успео је да покори себи жупане - Босанског и Рашког. Та српска држава није дуго трајала, јер су због српске неслоге потпали су Срби под власт Грка (Византије).
Велики жупан Стефан Немања је у свом великом походу са Угарском заузео пре 1169. године и град Скадар. Будући цар Душан боравио је за време владања његовог оца краља Стефана Дечанског, у Скадру, где је био кнез. Умро је 1379. године у Скадру, Ђурађ I Балшић "човек мудар и војнички искусан". Године 1393. Ђурађ II Страцимировић Балшић је по споразуму са Млетачком републиком њима уступио Скадар. Ђурађ Бранковић Смедеревац, преотео је 1424. године од "Млечића" Скадар, да би за њега добијао годишњи данак од по 1000 дуката. Стефан Црнојевић је "седео" у Скадру, за време Турака.
Ђурађ Кастриот, деда Скендер-бега владао је за време Турака у Скадру, као турски вазал.
Под Турцима су Албанци кренули да искорењују Србе и читава историја је историја борби између два народа, сведена на сукобе између племена у борби за опстанак. Може се и пратити непрекидно осипање Срба; прелазак у Ислам односно утапање у албанску национални корпус. Албанци су злоупотребљавали све ратове и револуције, а нарочито последњу комунистичку, када су од тамошњих Срба репресијом уз комунистичку идеологију, Србе свели на минимум.
Српске епске песме су опевале "град бијели Скадар на Бојани". Ту се код градње Скадра, помињу три брата српска владара Мрњавчевића: Вукашин, Угљеша и Гојко.
Богослужбену књигу "Триод цветни" штампао је "Стефан од Скадра" и Кам. 1563. године, у Скадру, у српској штампарији.
Православце су угрожавали и хришћани–римокатолици, који су се и под Турцима ширили и отимали туђе црквена добра, захваљујући моћној подршци Ватикана и других држава - оличеним у тамо присутним конзулима. Срби Скадрани су заједно са митрополитом новопазарским Јоанићијем, својом тужбом издејствовали су да им султан Селим III (1789—1807) изда ферман бр. 1221. По том турском акту штите се православни и нису више могли ни муслимани а ни католици, да присвајају њихове старе развалине манастира и цркви.
Половином 19. века Срби почињу да дижу главе и организују се. Јавља се "Српско обштество" (1856) које чине Срби, тада као православци у мањини; многи су се одродили, јер су свој језик заборавили. Велики национални полет се осетио од 1852. године када долази српски учитељ Мусулин. Никола Михајловић Мусулин је био православни Србин из Гомирја у Хрватској, који је у ствари кренуо да пропутује Стару Србију. Хтео је да види исконске српске пределе где су Немањићи владали и где су им задужбине остале. Иако је он мислио да се вратио у своје место, задржали су га Срби Скадарци за свог учитеља 1853. године. Учинио је нови учитељ много за кратко време; прво је српску школу прописно уредио а затим кренуо да решава и црквена питања. Црквени обред је вратио по правилима православне цркве а неуке подучио. Завладао је ред у српској школи и цркви. Добавио је 1854. године школске књиге из Србије, и повезао се са листом "Световид", преко којег је прибавио српске књиге и из Аустрије. Главни проблем српске заједнице било је сиромаштво, због којег нису ни школу могли издржавати. Али уз помоћ Срба из Трста она је три године опстајала, уз све жртве учитељеве. Мусулин се спремио на пут да обилази српска места у Старој Србији и скупља прилоге да једну већу школу отвори у Скадру. Тражено је и од царске Русије да помогне православне у Скадру, у вези школе.
У Скадру је учитељ Мусулин 1852. године био скупљач претплате за "Српско-далматински магазин". Он је узео тај календар за своју кћерку, а уз њега се као купци помињу: поп Јефто Ников Штиркић парох, Алекса Ђорђије Поповић (за своја два сина), Сергије Јанаћи кујунџија из Крушева, браћа кујунџије Димитрије и Ђорђе Тољин, и још четири ученика другог и трећег разреда тамошње српске школе.
Рођен је у другој половини 19. века у Скадру сликар-самоук Павле Глигов Перовић, који се населио у Подгорици. Урадио је 1900. године портрет руског цара Петра Великог, који је поклонио подгоричкој читаоници. Радио је 1901. године историјску слику "Бој на Косову".
Претплатници једне српске књиге били су половином 19. века и Срби у Скадру. Претплату је скупио у Скадру Никола Мусулин "учитељ српске школе", а купци књига су били: Јаков Лаиновић трговац за своје синове Крсту и Илију, Григорије Ђурбабић трговац, Филип Вучковић калајџија, Мирко златар и Ђорђе Антонијевић, Радован Пипер, Павле Петков туфекџија, Ђорђе Бошковић трговац, браћа Беровић - Филип, Јаков и Радивој, Алекса Поповић за синове Панту и Јеремију, учитељ Мусулин и јеромонах Серафим Ристић настојатељ Дечански (манастир) и привремени настојатељ лавре српске Пећке патријаршије. Објавио је скадарски учитељ Мусулин 1855. године своју песму "Усамљени путник" у књижевном додатку српског листа "Световид" у Бечу.
У Скадру је српска кнежевина Црна Гора имала 1864. године само једног представника. Био је то Јован Вацлик, пре тога секретар почившег кнеза Данила Петровића.
Књигу о јуначким песмама црногорским Мирка Петровића, узели су 1864. године и читаоци Срби у Скадру. Претплатнике је окупио скупљач претплате учитељ скадарски Матија Златичанин. Књига су претплатили укупно 47 егземплара следећи Скадрани: Јован Вацлик црногорски конзул у Скадру, поп Јефтимије Штиркић парох, поп Иван Поповић парох у селу Вражи, поп Ђорђије Црногорац парох у Вражи, Алексије Поповић тумач царског руског конзула, Филип Беровић тумач француског конзула, Тасо Михаиловић трговац, Лука Тетов трговац, Филип Вучковић трговац, Глиго Ђурбабић трговац, Петар Беровић "први члан општине", Димитрије Толић златар и члан општине, Јован Шочевић коџобаша и члан општине, Глиго Перовић трговац, Токо Штиркић пушкар, Радов Пипер, Паво Петковић пушкар, Хаџи Никола Архитектон, К. Хејовић пушкар, Јаков Вучинић, Спиро Петручевић шавац, Лука Кочовић пушкар, Ј. Андрић папуџија, Ђоко Џањевић златар, Л. Команин стражар код руског конзула, Ј. Гузовић пушкар, М. Дибранин зидар, Петар Матија шавац, Ристо Загора златар, Ј. Николић сахаџија из Сарајева, настас Николић трговачки калфа, Филип Мараш из Зете, С. Мреновић из Враке, М. Аврамовић Дибран, Симо Ћурић трговац гусињски.
У Скадру је 1898. године постојала српска "Читаоница и Певачко друштво 'Слога'". Њен председник Јован Поповић се обраћао српству да шаљу књиге и новине за друштвену читаоницу.
На основу тестамента покојног Филипа Беровића, његов брат Никола као извршилац тестамента, намеравао је у пролеће 1895. године да подигне нову велику зграду српске основне школе у Скадру. Српској школи у Скадру платио је једногодишњу претплату на "Школски лист" из Сомбора 1900. године, Аврам Георгијевић књиговођа. Та пракса даривања претплате сиромашним српским школама и њиховим учитељима (и скадарској) настала је деценију раније.
Умро је 1904. године у Скадру, Алекса Поповић "чиновник руски у пензији". Алекса је рођен 1819. године у Скадру - старој престоници Зете, и био из братства Булатовића. Његови преци су већином били свештеници, а он је 1837. године постао драгоман при отвореном руском конзулату у Скадру. Због ревности и верности током 32 године службовања одликовали су га и руски цар Александар II - орденом за ревност "о грлу", и црногорски књаз Никола - орденом Даниловим. Синови су наставили његовим стопама, а кћерку је оженио руски конзул Иван Крилов. После великог опела са свим почастима у саборној цркви у Скадру, током којег је опроштајни говор одржао парох Јовановић, сахрањен је у породичној гробници код цркве Св. Николе.
Почетком 20. века српска црквена општина у Скадру имала је 120 православних породица. Оне су 1904. године дигле побуну због враћања бившег тамошњег учитеља - сада тамошњег попа Обрада Поповића. Претили су да ће ако овај омрзнут човек ту остане парох, сви прећи у католицизам. Предводио их је Наум Бељковић који је написао протестно писмо на грчком језику и послао на Цариградску патријаршију. Управитеља школе Филипа Протића одликовао је 1904. године црногорски књаз Никола, Орденом Даниловог реда V степена.
Године 1921. ношена је у Скадру православна велика литија о Крстовдану. На церемонији учествовали су српски прваци у Албанији: архимандрит Виктор Михаиловић старешина православних цркви у Албанији, учитељ скадарски Арлампије Андрић, као и Михаило Штркић и Велиша Поповић.

## Историја Скадра у 20. веку
Избијањем Балканских ратова 1912-1913, Срби и Црногорци су покушали да град прикључе својим државама. За ово је постојало основа, јер је 20.000 становника области говорило српски. Ово становништво се иселило или је асимилирано међу Албанце забраном употребе српских имена, коришћења српског језика и обичаја, али од 1997. године Срби из Скадра и околине враћају своја српска имена, међутим ни дан данас није дозвољено вратити и име и презиме већ само једно од та два. Снаге Османског царства у одбрани Скадра предводио је Есад-паша Топтани. Ове снаге су се седам месеци опирале нападима црногорске и српске војске. Есад-паша се најзад предао Црној Гори априла 1913. До тада је црногорска војска претрпела губитке од преко 10.000 људи, али је под притиском великих европских сила морала да се повуче. Скадар је прикључен новоствореној независној Албанији, маја 1913, одлуком Лондонске конференције.
У Првом светском рату, Скадар је био под аустроугарском окупацијом 1916-1918. После рата градом су кратко владали Французи, а 1919. град је враћен под контролу независне Албаније.
У међуратном периоду, Скадар се полако индустријски развијао. Отваране су мале фабрике прехрамбене, текстилне и индустрије цемента. Године 1924, Скадар је имао око 20.000 становника, а до 1938. било их је 29.000. У истом периоду, број малих предузећа порастао је са 43 на 70.
Скадар је седиште католичке надбискупије и у граду постоје многе религијске школе. Прва јавна школа у граду отворена је 1913, а државна Гимназија 1922. Школе су биле језгро окупљања првих културних друштава.
Раних 1990-их, Скадар је био средиште покрета који је оборио комунистички режим наслеђен из времена Енвера Хоџе.

## Култура
Скадар је важан индустријски и образовни центар. Индустрија обухвата индустрију машина и електронике, текстилну и прехрамбену индустрију. У Скадру постоје Педагошки институт и Универзитет Скадра. Главна библиотека садржи 250.000 књига. Друге културне институције у граду су: Културни центар, Удружење писаца и уметника, Позориште Миђени, Уметничка галерија и Историјски музеј.
У граду живе римокатолици и муслимани у добрим међусобним односима.
Скадар је познат по верском школству. Ту постоји једина високошколска институција у Албанији за студије Арабистике и ислама. Познато је и семениште римокатоличке цркве.
Најважнији историјски објекти су Скадарска тврђава (Тврђава Розафа), Турска купатила и Оловна џамија. Срби у Скадру су имали цркву св. Александра Невског која се налазила преко пута данашњег биоскопа  Миленијум. Српско војничко гробље у Скадру је булдожерима преорано, а пре уништавања гробља, са табле је скинуто слово г и писало је Српско православно робље. 1960. Политика (новине) је писала о скрнављењу српског православног гробља у Скадру.

### Знаменитости
Скадарска тврђава, Розафа, потиче из илирских времена. За њу се везује популарна легенда.
Легенда се заснива на испуњењу обећања. Розафа је била невеста најмлађег од тројице браће. Њу су зазидали у зидине тврђаве да се они не би ноћу рушили. Вода која се појављује између блокова камена на главном улазу, у народу се тумачи као млеко из груди Розафе. Млеко би, по веровању, требало да нахрани њено мало дете.
Интересантне су и рушевине средњовековног града  Сарда, 15 km удаљене од Скадра. Град је изграђен на узвисини острва у реци Дрим. Данас, уместо реке, град Сарда окружују воде вештачког језера. Град је био седиште средњовековне владарске породице Дукађин.
Стари део града је пун уских улица омеђених високим зидовима. После Другог светског рата у Скадру је изграђено више широких улица и стамбених блокова.

### Музика
Музика града Скадар, једног од интелектуалних и културних центара, разликује се од традиционалне албанске народне музике. Лирска, романтична и софистицирана, уз употребу оријенталних лествица и преплитања дура и мола, подсећа на севдалинке из Босне и Новопазарског санџака, али се од њих разликује по карактеристичној уздржаности и ритму. Неки описи из 19. века описују локалне музичке групе: виолина, кларинет, саз, деф, хармонијум (попут индијског) и удараљке сачињене од боца. Данас, хармоника и гитара су замениле егзотичне инструменте, али је дух и присност музике очувана.

## Познате личности
- Рамиз Алија, последњи комунистички Председник Албаније
- Ледиа Души, Писац
- Ђерђ Фишта, Песник
- Луиђ Гуракучи, креирао латински алфабет за албански језик
- Микел Колићи, Римокатолички кардинал
- Пјетер, Кел и Геге Маруби, Фотографи
- Миђени, Песник
- Алфред Мојсиу, Председник Албаније

## Становништво
| Година       |
| Становништво |
| ------------ |

## Партнерски градови
- Призрен
- Улцињ
- Ђаковица
- Цетиње
- Ферара